# Casa de los Saeki
La Casa de los Saeki es una casa ficticia ubicada en Nerima, Tokio. Se ha convertido muy popular en las películas de terror japonesas. Desde el 2007, ha aparecido en 6 películas de Ju-on. También apareció en Ju-on The Grudge (videojuego).

## Antecedentes

### Origen y destrucción
En este lugar nació la maldición de los Saeki. Los asesinatos ocurrieron en algún momento de 1991 (noviembre de 2001 en The Grudge) y desde entonces cualquiera que entre a la casa la maldición lo perseguirá para matarlo. La casa ha tenido numerosas familias en la serie japonesa. En la serie americana, la familia Williams fueron los primeros propietarios de la casa luego de los asesinatos y todos los miembros de esa familia fueron asesinados uno por uno. En The Grudge, Karen Davis (Sarah Michelle Gellar) quemó la casa para intentar destruir la maldición.

### Complejo de apartamentos de Chicago
Se reveló en The Grudge 2 que a pesar de que Karen había incendiado la casa, permitió a la maldición apoderarse de distintos lugares del mundo. El complejo de apartamentos de Chicago, fue el segundo lugar donde la maldición se quedaría. La casa también demuestra que tiene capacidades de viajar en el tiempo, como se ve en Ju-on: The Grudge, Ju-on: The Grudge 2, The Grudge y The Grudge 2.
La casa no aparece en The Grudge 3, en cambio la mayoría de los sucesos giran en torno al complejo de apartamentos de Chicago, que apareció en The Grudge 2.

## Familias que habitaron en la casa
En la serie japonesa:
Ju-on 1
- La familia Murakami compuesta por:

Noriko Murakami
Kanna Murakami
Tsuyoshi Murakami
Yuki Murakami
Ju-on 2
- La pareja Kitada compuesta por:

Yoshimi Kitada
Hiroshi Kitada
Ju-on: The Grudge
- La familia Tokunaga compuesta por:

Katsuya Tokunaga
Kasumi Tokunaga
Sachie Tokunaga
En la serie americana:
The Grudge
- La familia Williams compuesta por:

Matthew Williams
Jennifer Williams
Emma Williams
Ju-on The Grudge (videojuego)
- La familia Yamada compuesta por:

Hiroshi Yamada
Michiko Yamada
Erika Yamada
Kenji Yamada

## En otros medios
- También apareció en la película Scary Movie 4 donde el personaje principal, Cindy Campbell, entra y descubre la maldición. También conversa cómicamente con Toshio usando una serie de palabras japonesas.
- La casa es el último nivel de Ju-on: The Grudge. Este nivel sólo puede obtenerse si el jugador consigue los elementos ocultos de los primeros cuatro niveles.